# 土層 (考古学)

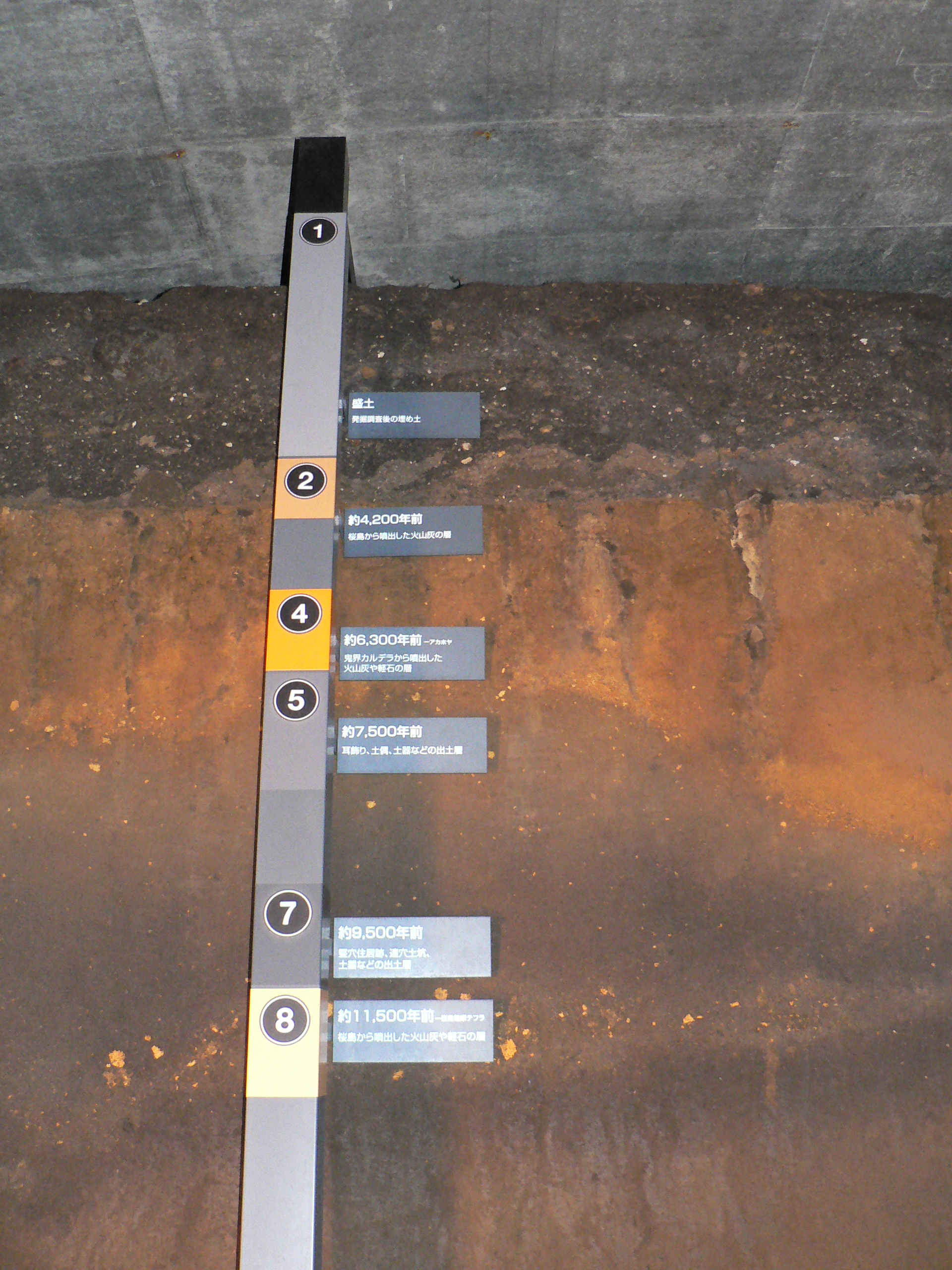
鹿児島県霧島市上野原遺跡の土層標本。長い年月を通じて堆積した土砂や火山灰等が層を成している様子が観察される。

土層（どそう）は、ある遺跡（周知の埋蔵文化財包蔵地）を構成する土地に堆積した、土や砂からなる地層を指す考古学用語の1つ。主に日本考古学界や、遺跡の発掘調査現場において慣例的に用いられている概念である。なお、土壌学における「土層」（土壌層位）とは、その定義や認識が大きく異なる。

## 概要
地表面には、岩石や鉱物でできた砕屑物や、動植物遺体が分解されて生じた有機質土壌などが、常に風や河川の流水、火山噴火などの自然営力により運搬・堆積を続けており、太古から積み重なった岩盤や土砂は、層をなして現在の地表面を形成している。考古学では、これら自然の営力で生じた土（自然堆積層）のほか、現在の地表を構成する土（表土層）、人為的に運ばれてきた土（人為層：搬入土・客土）、考古資料（遺構・遺物）を含む土（遺物包含層・文化層）、遺構内部に堆積した土（覆土）、人類の活動痕跡のない時代に堆積した土砂や岩盤（地山層）を総称して「土層」と呼んでいる。
土層はその堆積した年代によって内部に含まれる物質（火山灰や砂泥、またその粒子の大きさなど）が異なっており、色調や硬さなどにそれらの違いが現れる。発掘調査現場では、それらの違いや層中に含まれる遺物の年代などから土層を区別（分層）することで、遺構の検出や年代の特定、切り合い関係をもつ複数遺構の先後関係判断などを行っており、土層の理解は考古学の分野において欠かせない技術となっている。